# Distòcia
La distòcia és un part anormal o difícil. La causa de la distòcia pot ésser materna (per anormalitat pelviana), fetal (per excessiva grandària del cap o per la presentació anormal del fetus) o placentària (si la dificultat està en el cordó umbilical o la placenta). Les complicacions del nadó inclouen la manca d’oxigen suficient que pot provocar la mort. Augmenta el risc que la mare tingui una infecció, tingui una ruptura uterina o tingui sagnat postpart. Les complicacions a llarg termini de la mare inclouen la fístula obstètrica. Es diu que la distòcia produeix un part prolongat, quan la fase activa (dilatació-explusió) del part supera les 12 hores.
Un part normal o part eutòcic és aquell que acaba en l'expulsió espontània del fetus sa i de la resta de material (placenta, bossa amniòtica, etc.) per la vagina de la seva mare, sense que es presentin alteracions en com evoluciona. En un part normal la posició més freqüent en la que surt el nen és amb el cap oposat a la pelvis pel lloc on el diàmetre del cap és menor; aquesta posició es diu presentació de vèrtex o presentació cefàlica flectida i es considera la més segura. Alguns autors consideren part normal només aquell en presentació de vèrtex i el diferencien dels que ocorren en les altres posicions o presentacions, que anomenen llavors part espontani. Si al part cal fer alguna maniobra o intervenció quirúrgica (ús de fòrceps, episiotomia, cesària, etc.) llavors ja no es tracta d'un part normal ni espontani sinó d'una distòcia.
El tractament de la distòcia pot requerir una cesària o una extracció amb ventosa obstètrica amb una possible obertura quirúrgica de la símfisi del pubis. Altres mesures inclouen: mantenir les dones hidratades i els antibiòtics si les membranes s'han trencat durant més de 18 hores. A Àfrica i Àsia, la distòcia afecta entre el dos i el cinc per cent dels naixements. El 2015 es van produir prop de 6,5 milions de casos de distòcia o ruptura uterina. Això va provocar 23.000 defuncions maternes per sota de les 29.000 morts el 1990 (aproximadament el 8% de totes les defuncions relacionades amb l'embaràs). També és una de les principals causes de mortinatalitat. La majoria de les morts a causa d'aquesta afecció es produeixen els països en desenvolupament.

## Tipus
- Distòcia primària.
- Distòcia secundària.

## Casos particulars
- Distòcia d'espatlles: ocorre quan el cap surt normalment però el nadó queda encallat a les espatlles, que no aconsegueixen sortir. És poc freqüent però representa una emergència.[5] El tractament de la diabetis gestacional pot prevenir distòcia d'espatlles en reduir la macrosomia fetal.[12]
- Distòcia cervical passiva: ocorre quan l'úter no es dilata encara que la freqüencia i duració de les contraccions siguin les adequades. Pot ser deguda a cicatrius uterines que hi hagin provocat fibrosi, en aquest cas, si la fibrosi és molt important, pot arribar a requerir cesària. En altres casos pot ser suficient amb una dosi baixa d'oxitocina o bé d'algun betamimètic.[5]